# Tour dei New Zealand Māori 1938
Nell'ottobre 1938 la selezione dei Maori Neozelandesi di rugby a 15 si reca in Tour alle Isole Figi.

## Risultati
| Suva 13 agosto 1938 | Fiji B | 6 – 14 | NZ Maori XV |  |

| Suva 17 agosto 1938 | Fiji European XV | 6 – 17 | NZ Maori XV |  |

| Suva 20 agosto 1938 | Figi | 3 – 3 | New Zealand Māori |  |

| Suva 24 agosto 1938 | Figi | 11 – 5 | New Zealand Māori |  |

| Suva 27 agosto 1938 | Figi | 3 – 6 | New Zealand Māori |  |